# Народна библиотека „Иван Вазов“
Народна библиотека „Иван Вазов“ в Пловдив, България е със статут на регионална библиотека.
Със сбирка от 1,5 милиона библиотечни единици тя е втората по фонд в страната след Народната библиотека „Свети Кирил и Методий“ в София.

## История
Основана е през 1879 г. по инициатива на Йоаким Груев като Пловдивска народна библиотека от Александър Башмаков, който става и неин пръв директор. Открита е за читатели на 15 септември 1882 г. До Съединението през 1885 година библиотеката изпълнява функциите на национална библиотека на Източна Румелия.
От 1974 г. библиотеката се помещава в собствена специално проектирана сграда (1972), дело на арх. Мария Милева. В оформението участват мнозина творци на изкуството, сред които Георги Божилов, Христо Стефанов, Йоан Левиев, Тодор Панайотов, Любен Диманов.
През 2017 г. са дигитализирани 50 000 единици от фонда на библиотеката, в това число всички броеве на 61 периодични печатни издания, излизали преди 1944 г. 